# Пузанов, Владимир Александрович
Влади́мир Алекса́ндрович Пуза́нов (22 февраля 1960, Томск, РСФСР, СССР — 28 февраля 2006, Москва, Россия) — советский и российский футболист, полузащитник; позднее российский тренер.

## Карьера

### Клубная
Воспитанник томского футбола. Первый тренер — Николай Юров. В 1977 году был приглашен в команду мастеров. Несмотря на молодой возраст (17 лет) вскоре закрепился в составе, провел за томскую команду 4 сезона. Затем выступал за клубы «Ангара», «Уралмаш», «Уралец», «Чкаловец», «Сахалин». Дважды возвращался в Томск: в 1985—1987 и в 1996—1997 годах. Всего за томскую команду провёл 200 матчей в первенствах страны (217 с учётом кубковых турниров), забив 12 мячей.

### Тренерская
Сразу после окончания в 1997 году Томского государственного педагогического университета занялся тренерской работой в родной «Томи», став помощником Владимира Юрина. В середине сезона 1999 года, после отставки главного тренера «Томи», возглавил команду, став одним из самых молодых наставников среди тренеров России. В 2000 году окончил высшую школу тренеров по футболу. Главным тренером «Томи» оставался до середины 2001 года. В дальнейшем работал главным тренером команд «Чкаловец-Олимпик», «Металлург-Кузбасс» из Новокузнецка, «Чкаловец-1936» из Новосибирска. Под его руководством «Чкаловец-1936» вышел в Первый дивизион. С начала 2005 года по февраль 2006 года был наставником тверской «Волги».
Скончался от обширного инсульта. Похоронен в Томске.